# Elżbieta Amalia Habsburg
Elżbieta Amalia Eugenia Maria Teresa Karolina Luiza Józefina Habsburg (ur. 7 czerwca 1878 w Reichenau an der Rax, zm. 13 marca 1960 w Liechtensteinie) – arcyksiężniczka austriacka, księżna von und zu Liechtenstein.

## Życiorys
Córka arcyksięcia Karola Ludwika i Marii Teresy Bragança. Jej dziadkami byli arcyksiążę Franciszek Karol i arcyksiężna Zofia oraz król Portugalii Michał i Adelajda Löwenstein-Wertheim-Rosenberg.
20 kwietnia 1903 roku wyszła za księcia von und zu Liechtenstein Alojzego, syna Alfreda Liechtenstein i Henrietty Liechtenstein. Para miała ośmioro dzieci:
- Franciszka Józefa (1906-1989) – księcia Liechtensteinu
- Marie Teresę (1908-1973)
- Karola Alfreda (1910-1985) – ożenił się z Agnes Habsburg wnuczką arcyksiężniczki Marii Walerii Habsburg
- Jerzego Hartmanna (1911-1988) – ożenił się z Marią Wirtemberską
- Ulryka (1913-1978)
- Marie Henriette (1914)
- Alojza (1917-1967)
- Henryka (1920)